# Zachraň šneka 2
Zachraň šneka 2 je pokračování první mobilní hry Zachraň šneka od brněnského studia Alda Games, které vyšlo v roce 2015 a přineslo výraznou změnu vizuálního stylu i hratelnosti.

## Hratelnost
Hra vychází ze svého předchůdce, hry Zachraň šneka. Hráč má za úkol ochránit šneka před nebezpečím. Šnek je vždy umístěn do situace, kdy mu hrozí akutní nebezpečí, zejména kvůli závěru každého kola, který je realizován padáním předmětů z horního okraje displeje – tyto předměty šneka zabijí, pokud se ho sebemenším způsobem dotknou. Hráč musí pomocí logického vhazování předmětů do herní mapy šneka ukrýt, nebo přemístit do úkrytu, aby finální atak přežil.
Zachraň šneka 2 přichází s výrazně mohutnějším obsahem než díl první. Hráč má k dispozici 3 světy po 20 úrovních, které musí procházet postupně. Pokud se mu nedaří nějakou úroveň dokončit, má k dispozici nápovědy, které názorně ukazují, jaký předmět a kam vhodit v rámci ideálního řešení – hráč však toto ideální řešení nemusí následovat, protože většina úrovní dovoluje určitou míru svobody a více způsobů, jak šneka zachránit.

## Vývoj a přijetí
Hra vyšla v dubnu 2015 na zařízeních s Windows Phone, Androidem a iOS, její vývoj trval zhruba půl roku a hra byla od svého vydání nabízena ke stažení a hraní zdarma. Hra byla kladně přijata kritiky i hráčskou komunitou, průměrné hodnocení v obchodu s aplikacemi Google Play se pohybuje kolem 4,5/5.